# Amatonga spicata
Amatonga spicata är en insektsart som beskrevs av Rehn, J.A.G. och J.W.H. Rehn 1945. Amatonga spicata ingår i släktet Amatonga och familjen Euschmidtiidae. Inga underarter finns listade i Catalogue of Life.